# Le Theil-de-Bretagne
Le Theil-de-Bretagne är en kommun i departementet Ille-et-Vilaine i regionen Bretagne i nordvästra Frankrike. Kommunen ligger i kantonen Retiers som tillhör arrondissementet Fougères-Vitré. År 2022 hade Le Theil-de-Bretagne 1 720 invånare.

## Befolkningsutveckling
Antalet invånare i kommunen Le Theil-de-Bretagne
Referens:INSEE